# بنجامین کورگنت
بنجامین کورگنت (انگلیسی: Benjamin Corgnet؛ زادهٔ ۶ آوریل ۱۹۸۷) بازیکن فوتبال اهل فرانسه است.
از باشگاه‌هایی که در آن بازی کرده‌است می‌توان به باشگاه فوتبال سن-اتین، باشگاه فوتبال استراسبورگ، باشگاه فوتبال دیژون، و باشگاه فوتبال لوریان اشاره کرد.